# Гигант с облаками из водяного пара

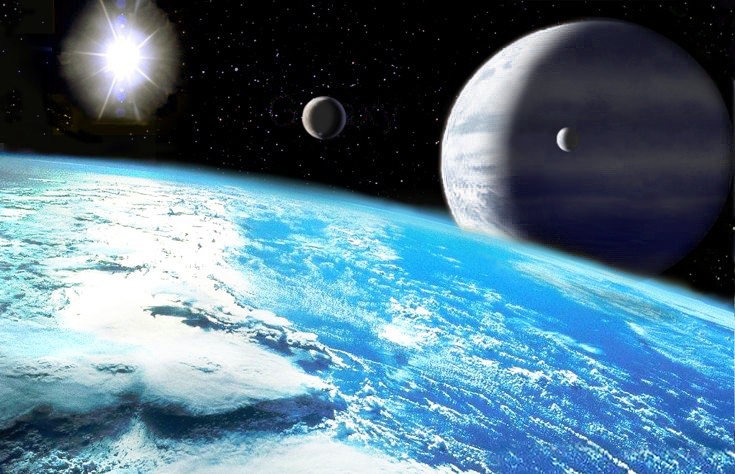
Художественное изображение планеты Ипсилон Андромеды d. В представлении художника вокруг гиганта обращается спутник, на поверхности которого находится жидкий океан.

Гигант с облаками из водяного пара (прохладный или водный гигант) — класс экзопланет. Это газовый гигант, обращающийся по эффективной земной орбите или несколько дальше (с радиусом 1-2 а.е.). Соответствует классу II в классификации экзопланет по Сударскому.

## Атмосфера

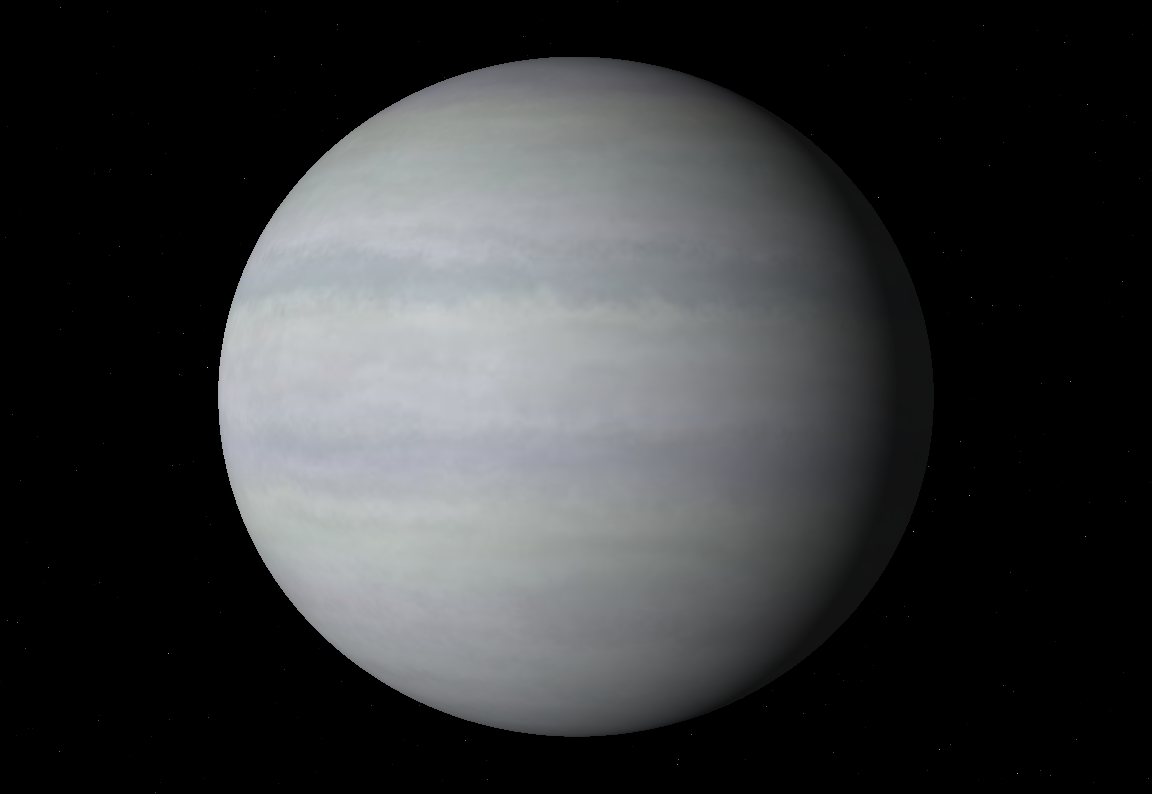
Водный гигант. Обратите внимание на светлый цвет атмосферы.

Состоит в основном из водорода, также присутствует гелий и метан. Атмосфера также может содержать инертные газы, кислород, воду и органические вещества. В атмосфере вероятны облака из водяного льда. Вероятен слой с давлением 1 атм и комфортной температурой. Температура верхнего облачного слоя не превосходит 250 К.

## Строение и внешний вид
По своему строению водные гиганты, как и другие газовые гиганты, похожи на Юпитер и Сатурн — они в основном состоят из водорода и гелия. Однако гиганты, находящиеся в обитаемой зоне, в отличие от холодных планет-гигантов, скорее всего, окутаны облаками из водяного льда. При обилии воды в составе атмосферы таких планет облачность может быть сплошной, делая планету ярко-белой. При дефиците воды облака из водяного льда будут формироваться только в зонах апвеллинга, при подъёме воздушных масс из глубины. В местах опускания воздушных масс атмосфера будет слишком теплой и сухой для появления облаков, и рэлеевское рассеяние света в прозрачной атмосфере окрасит эти области в голубой цвет. В результате такая планета примет характерный полосатый вид подобно полосатому виду Юпитера, только цвет полос будет белым и голубым.

## Возможность жизни
На газовых гигантах жизнь представляется маловероятной. Но если у них есть крупные спутники, похожие на Землю массой, или планета обладает постоянно облачной атмосферой, то эти спутники и облака потенциально могут быть пригодными для жизни.

## Характерные представители
- HD 108874
- HD 210277
- HD 92788
- HD 43197
- HD 44219
- HD 45364 b
- HD 45364 c
- HD 28185 b
- Kepler-86 b (PH2 b)
- 55 Рака f